# Хоэнтурн
Хоэнтурн (нем. Hohenthurn) — коммуна (нем. Gemeinde) в Австрии, в федеральной земле Каринтия.
Входит в состав округа Филлах.  Население составляет 826 человек (на 31 декабря 2005 года). Занимает площадь 27,16 км². Официальный код  —  2 07 13.

## Политическая ситуация
Бургомистр коммуны — Флориан Чиндерле (АНП) по результатам выборов 2003 года.
Совет представителей коммуны (нем. Gemeinderat) состоит из 11 мест.
- СДПА занимает 5 мест.
- АНП занимает 4 места.
- Партия EL занимает 1 место.
- АПС занимает 1 место.